# 알라미

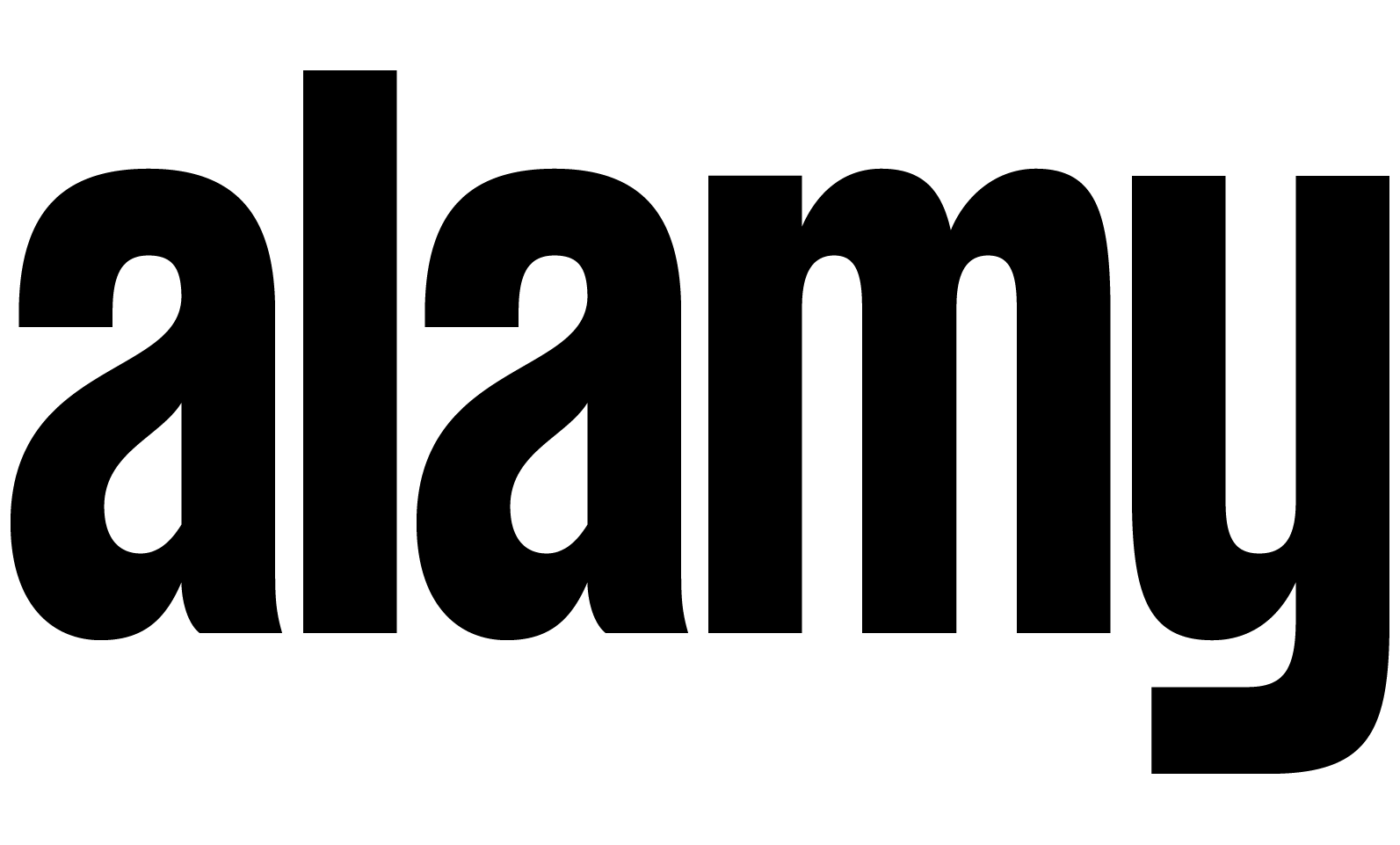
아이스톡의 로고

알라미(alamy)는 1999년 9월에 설립된 영국의 개인 소유 주식 사진 기관이다. 그것은 주식 이미지, 비디오 및 기타 이미지 자료의 온라인 공급업체이다. 그들의 콘텐츠는 기관 및 독립 사진작가로부터 제공되거나 뉴스 아카이브, 박물관, 국가 컬렉션 및 위키미디어 커먼즈에서 복사한 공공 도메인 콘텐츠에서 수집된다. 본사는 영국 옥스퍼드셔주 아빙던 근처 밀턴 파크에 있다. 인도 케랄라주 트리반드럼의 테크노파크에 개발 및 운영 센터와 미국 뉴욕 브루클린에 판매 사무소가 있다.